# ロングテイルホップマウス
ロングテイルホップマウス（英: Long-tailed hopping mouse、学名: Notomys longicaudatus）は、齧歯目ネズミ科に属するネズミの一種である。オーストラリア大陸に広く棲息していたが、すでに絶滅した。1844年にジョン・グールドによって最初に記録された。

## 分布
ロングテイルホップマウスの生息地はオーストラリア内陸部にあり、ノーザンテリトリー、南オーストラリア州、ニューサウスウェールズ州、西オーストラリア州に及んでいた。好んで生息していたのは、湿って乾燥していて緑が生えていた場所である。この種は粘土のような地面に穴を掘り、過剰な土を使用して地面の上に層を構築し、朝に露と湿気を集めて、ある種の水源を作った。

## 形態
ロングテイルホップマウスはホップマウス属の中では小型の大きさだったという。
ジョン・グールドの公式測定によると、平均的な大人の個体は、全長が約25 - 28センチメートル、尾の長さは約15 - 18センチメートル、尾を除く体長は約10センチメートルであった。灰色の毛皮に黄土色の耳、大きな黒い目、そして長い尻尾に黒の体毛が付いていた。

## 生態
主に果物、穀物、植物を食べていた。グールドによると、ロングテイルホップマウスはレーズンが非常に好きだったが、他のネズミのような害獣とは見なされていなかった。ロングテイルホップマウスは、急速な人口増加が引き起こしていた食糧の減少のため、農場や食料品店の近くに留まっていた。

## 絶滅
1890年代にはロングテイルホップマウスは絶滅危惧種と見なされるようになった。生きているロングテイルホップマウスに関する最後の報告は1901年で、捕獲された個体がアデレードの科学研究所で死亡した。絶滅の原因は、生息地の急速な開拓、またはキツネ、ノネコ、フクロオオカミ、タカ、フクロウの獲物となったためと考えられている。ロングテイルホップマウスは1901年に絶滅したと考えられているが、1944年にカルグーリーの近くで白骨が発見され、1977年にはフクロウのペリットからこの種の骨格が発見された。生きているという報告は100年以上たった現在でも確認されていない。